# راو وايهيو
راو وايهيو (بالصينية: 饶伟辉) (25 مارس 1989 بشينغنينغ في الصين - ) هو لاعب كرة قدم صيني في مركز الدفاع. شارك مع منتخب الصين لكرة القدم. أما مع النوادي، فقد لعب مع نادي غويزهو رينهي.

## وصلات خارجية
- راو وايهيو على موقع قاعدة بيانات كرة القدم.إي يو (الإنجليزية)
- راو وايهيو على موقع ناشيونال فوتبول تيمز (الإنجليزية)
- راو وايهيو على موقع Soccerway.com (الإنجليزية)